# Neochera tennimargo
Neochera tennimargo là một loài bướm đêm trong họ Erebidae.